# Saint Matthews (Kentucky)
Pour les articles homonymes, voir Saint Matthews.
La ville de Saint Matthews est située dans le comté de Jefferson, dans le Commonwealth du Kentucky, aux États-Unis. Sa population, qui s’élevait à 17 472 habitants lors du recensement de 2010, est estimée à 18 105 habitants en 2019.
Saint Matthews est une banlieue importante de Louisville, la localité la plus peuplée du Kentucky.

## Source
- (en) Cet article est partiellement ou en totalité issu de l’article de Wikipédia en anglais intitulé « St. Matthews, Kentucky » (voir la liste des auteurs).

1. ↑  (en) « Population and Housing Unit Estimates » (consulté le 21 mai 2020)
2. ↑  (en) « Census of Population and Housing », Census.gov (consulté le 4 juin 2015)